# Rota Greca
Pour les articles homonymes, voir Rota.
Rota Greca est une commune de la province de Cosenza, dans la région de Calabre, en Italie.

## Administration
| Période                                  | Période  | Identité         | Étiquette | Qualité |
| ---------------------------------------- | -------- | ---------------- | --------- | ------- |
| 28 Maggio 2019                           | En cours | Giuseppe Demonte |           | Sindaco |
| Les données manquantes sont à compléter. |          |                  |           |         |

### Communes limitrophes
Cerzeto, Fuscaldo, Lattarico, San Martino di Finita

## Histoire
La commune a abrité une communauté Arbëresh, Albanais,
Installés actuellement aux communes environnantes , n ' etant que de passage depuis le début du XVe siècle, en fuyant l’avance ottomane.  
Après quelques années ces Albanais se sont installés dans les communes environnantes gardant une forte identité, parlant toujours leur langue, l’arbërisht.